# Eremomela gregalis
La eremomela del Karoo (Eremomela gregalis) es una especie de ave paseriforme de la familia Cisticolidae propia del sur de África.

## Distribución y hábitat
Se encuentra en Namibia y Sudáfrica. Su hábitat natural son las zonas tropicales de arbustos secos.